# Charales
Le Charales sono un ordine di alghe verdi d'acqua dolce nella divisione Charophyta (alghe verdi), classe Charophyceae. A seconda dell'assegnazione del genere Nitellopsis, le specie viventi (esistenti) sono collocate in una famiglia (Characeae) o in due (Characeae e Feistiellaceae). Ulteriori famiglie sono utilizzate per i membri fossili dell'ordine. Linneo stabilì il genere Chara nel 1753.

## Tassonomia

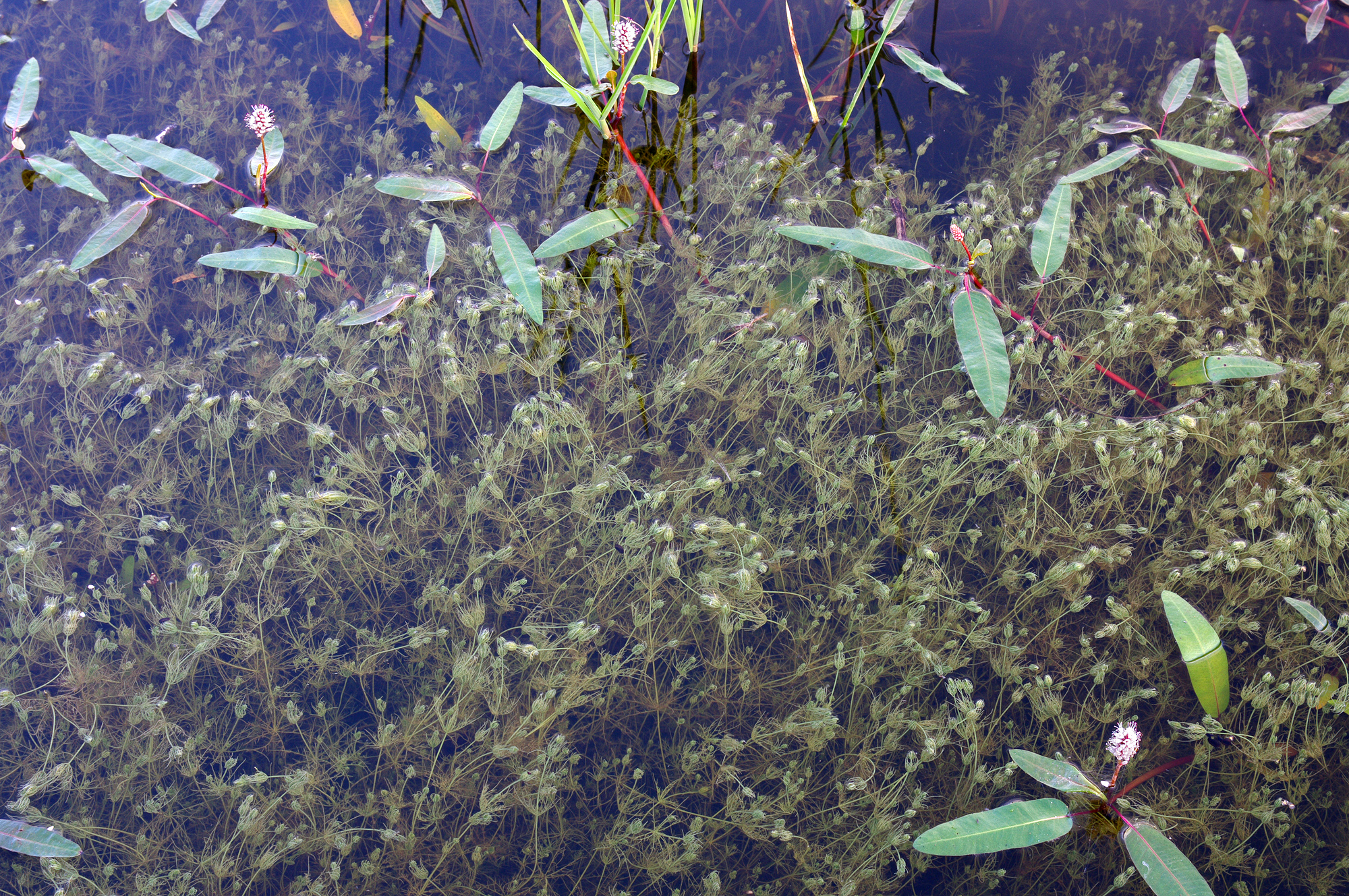
Distesa sommersa di Chara vulgaris

A febbraio 2022 la classificazione di livello superiore delle alghe verdi non era ancora ben definita. Il sito AlgaeBase colloca le Charales all'interno della classe delle Charophyceae e la sua circoscrizione della divisione delle Charophyta.

### Famiglie
Il numero delle famiglie e la loro divisione in generi non è ancora ben definito. A febbraio 2022, AlgaeBase considera due famiglie contenenti alcune specie esistenti e quattro famiglie contenenti solo specie fossili:
- Characeae S.F.Gray
- Feistiellaceae Schudack
- † Aclistocharaceae X.G.Zhou (può far parte delle Characeae[2] )
- † Atopocharaceae R.E.Peck (può far parte delle Clavatoraceae[2] )
- † Clavatoraceae Pia
- † Porocharaceae Grambast

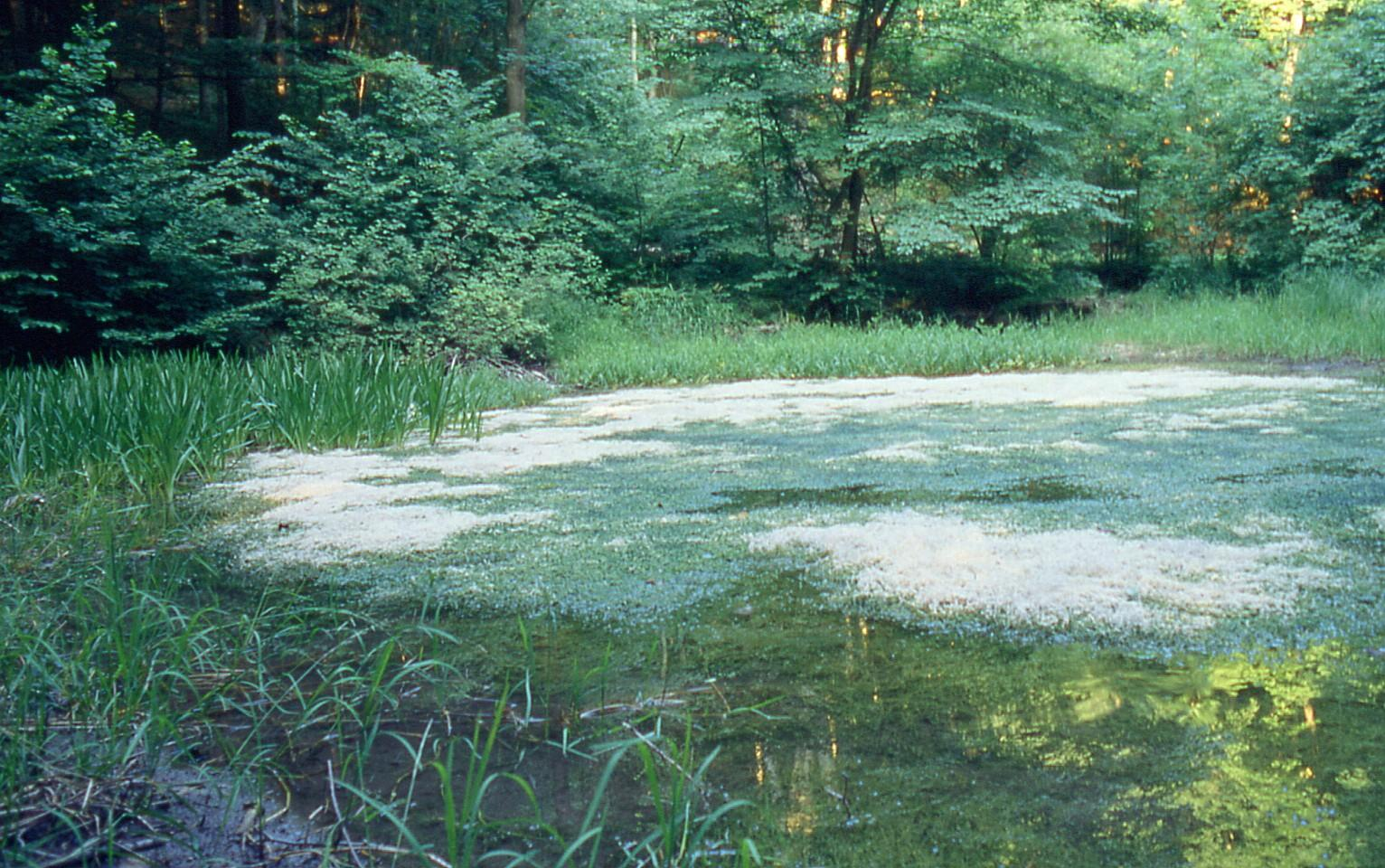
Crosta di calce su Chara sp. in uno stagno primaverile in Germania

AlgaeBase colloca il genere Nitellopsis, che ha specie esistenti ed estinte, nella famiglia Feistiellaceae.  Altre fonti collocano Nitellopsis nella famiglia Characeae, con le Feistiellaceae contenenti solo specie fossili, in modo tale che tutte le specie esistenti siano nella famiglia Characeae. L'Interim Register of Marine and Nonmarine Genera accetta altre tre famiglie estinte:
- † Eocharaceae Grambast
- † Paleocaracee Pia
- † Raskyellaceae Grambast